# أوثو ر. سينغلتون
أوثو ر. سينغلتون هو محامي وسياسي أمريكي، ولد في 14 أكتوبر 1814 في نيشلسفيل في الولايات المتحدة، وتوفي في 11 يناير 1889 في واشنطن العاصمة في الولايات المتحدة. نشط حزبياً في الحزب الديمقراطي. وقد انتخب عضو مجلس ولاية مسيسيبي ‏ وانتخب عضو مجلس نواب مسيسيبي ‏ وانتخب عضو مجلس النواب الأمريكي ‏.